# Crossidium davidai
Crossidium davidai là một loài Rêu trong họ Pottiaceae. Loài này được Catches. mô tả khoa học đầu tiên năm 1980.